# 観音寺 (新宿区高田馬場)
観音寺（かんのんじ）は、東京都新宿区にある真言宗系の単立寺院。

## 歴史
創建年代は不明である。「かんこう坊」という僧が開山したという。かんこう坊は中村氏の出自で、子孫はこの地の名主を務めていたという。これまでに何度も火災に遭っているため、詳細な記録を失っている。
墓地には、厳覚好心善尼や当地で私塾を開いていた大河原半蔵東洲の墓がある。

## 交通アクセス
- 高田馬場駅より徒歩15分。
- 新宿駅西口・大久保駅・高田馬場駅よりバス(都営バス・関東バス)「小滝橋」下車